# フィネントロプ
フィネントロプ (ドイツ語: Finnentrop, ドイツ語発音: [ˈfɪ.nən.tʀɔp]) は、ドイツ連邦共和国ノルトライン＝ヴェストファーレン州アルンスベルク行政管区のオルペ郡に属す町村（以下、本項では便宜上「町」と記述する）である。この街はザウアーラントに位置し、Größere Kleinstadt（直訳: 大きな小都市）に分類される。

## 地理

### 位置
フィネントロプはオルペ郡の北端、南西のエッベ山地と北東のホメルトの2つの山並みの間に位置している。最も大きな川は、町域を南から北へ 11 km にわたって流れるレネ川である。この川は、南のバーメノールから町域に入り、レンクハウゼンから町域を離れる。レネ川がフィネントロプ地区に達する直前に南西から流れてきたビッゲ川が、レンハウゼン近郊で東から流れてきたフレッターバッハ川が、レンクハウゼン近郊で東から流れてきたグリンゲバッハ川がレネ川に合流する。レンクハウゼン付近のレネ川が町内の最低地点で、海抜 220 m である。
フィネントロプの最高地点は、町域北部の森の豊かな場所で、レネ山地とホメルトとの移行部にあたる。最高地点はヴォイスペルトの北、ゼレンシュテュッケの海抜 651 m の地点である。町域の南境界はおおむねフレッターバッハ川とエルスペバッハ川との分水界沿いに通っており、その最高地点（プリメネケス・コプフ）は海抜 519 m に達する。

### 町域の広がり
町の行政当局の報告によれば、町域の南北幅は 11.97 km、東西幅は 12.42 km である。町域の最大幅は、南西のホレンボックから北東のフレッターシュプリングまでの約 17 km である。
総面積 104.42 km2 のうち、65.07 km2 (62.3 %) が森林、22.32 km2 (21.4 %) が農業用地である。住宅・交通用地は 15.38 km2 (14.7 %) である（2015年現在）。2001年と2002年に交通・住宅用地はわずかに減少し、これ以後州平均と同程度になった。

### 隣接する市町村
フィネントロプは、北はズンデルン、北東および東はエスローエ（ともにホーホザウアーラント郡）、南はレネシュタットおよびアッテンドルン（ともにオルペ郡）、西はプレッテンベルク（メルキッシャー郡）と境を接している。

### 自治体の構成
町域は、行政上これ以上分割されることはない。ただし個人レベルではより細かい集落名や一部の農場名が用いられている。

## 歴史
個々の集落の歴史は中世にまで遡る。史料には1162年頃にレンハウゼン集落とレンクハウゼン集落が記載されている。しかし、考古学研究では、現在のシェーンホルトハウゼンの教区教会の場所に、11世紀から先行する教会が建っていたことが証明されている。この教会はヘルフォルト修道院の私有教会であった。この他にアルンスベルク伯、ビルシュタイン貴族家、ドイツ修道院、ケルンのマリアの恩寵修道会が、現在のフィネントロプ町内に所領を有していた。さらに下級貴族の所領もあり、その建築物の一部が現存している。13世紀から19世紀の初めまでこの地域はヴェストファーレン公領に属した。その後はヘッセン＝ダルムシュタット方伯領を経て1816年からプロイセン王国領となった。
町名は、フィネントロプという古い集落に由来する。この集落は現在アルトフィネントロプと呼ばれており、ビッゲ川を数百メートル遡った地点にあたる。語尾の "trop" は「村 (Dorf)」を意味する古語 "trop" あるいは "torp" に由来し、ノルトライン＝ヴェストファーレン州ではそれほど珍しい地名ではない（たとえば、ボトロプ、カストロプ、フリントロプ、ヴァルトロプなど）。
19世紀の工業化により、それまで農業を主体としていた現在の町域の一部に工場が進出し、これが社会的な変化をもたらした。最初の変革は19世紀前半の道路建設であった。工業発展の決定的な要因は、1861年のルール＝ジーク鉄道の開通であった。この地域の駅は、ビッゲ川とレネ川との合流地点付近の橋の近くに建設され、1828年からはノイブリュッケ住宅地が建設された。その後この付近に最初の企業が定住した。町域のこの部分が現在の町の中心地へと発展した。
第二次世界大戦の終わり頃、アメリカ軍部隊が1945年4月11日に侵攻してきて、この町を占領した。戦争の間に、ドイツ国防軍に属す 68人が死亡した。
ドイツ鉄道 AG は2002年にフィネントロプ駅の券売所を閉鎖した。その2年後に町が駅舎を買収した。古い駅舎は2007年に、住民の反対にもかかわらず、解体された。

### 町村合併
自治体としてのフィネントロプは、1969年7月1日にオルペ郡の新設に関する法律に基づき、それ以前はアムト・ゼルケンローデ（メシェーデ郡）に属していたシュリプリューテンとシェーンホルトハウゼンの2つの町が合併して成立した。アッテンドルン＝ラント、ヘルデン、エーディンゲンのそれぞれ一部がこれに加わった。新しい自治体は、郡の再編によりオルペ郡に属した。

## 住民

### 人口推移
21世紀に入って以降、この町の人口は減少している。2002年にはまだ出生数が死亡数を上回っていたが、2006年以降は死亡数の方が出生数よりも多くなった。人口バランスがマイナスになっているのは、転出者数が転入者数を上回っていることによってももたらされている。2002年に両者の収支は -72人であったが、2008年のそれは -243人と拡大している。しかしその後収支は改善され、2014年からプラスに転じた。2015年の収支は +301人であった。町の人口減少率は、2002年の -2.3 % から2008年の -14.7 % と拡大している。
2015年末時点の人口密度は、165.3人/km2 である。これは郡全体の平均 (191.5人/km2) よりもやや少なく、州平均 (523.7人/km2) よりもかなり少ない。
非ドイツ人数は、1985年の 712人 (4.4 %) から2000年の 1,813人 (9.8 %) まで増加し、その後再び減少して2010年のその数は、1,530人 (8.7 %) となったが、2015年には1,831人 (10.6 %) と再び増加した。

### 宗教
2011年5月の Zensus2011 によれば、住民の大部分 (73.1 %) がカトリック信者である。約 12.2 % が福音主義信者で、14.7 % が多の宗教の信者または無宗教である。

## 行政

### 議会と首長
フィネントロプの町議会は34議席からなる。
町長は、1997年から弁護士のディートマール・ヘス (CDU) が務めている。彼は2015年の選挙で 64.18 % の票を獲得して再選されている。

### 紋章
図柄: この町の紋章は、緑地に銀色（白）のバラ。その上に銀色（白）の波状の逆V字図形が描かれている。
解説: バラはフィネントロプ家の象徴であり、1358年に授与された。頂部の波形の三角図形は、ビッゲ川とレネ川の合流を象徴している。緑色は、緑地の多い街の状況を表している。

### 姉妹自治体
- ディクスムイデ（ドイツ語版、英語版）（ベルギー、ウェスト＝フランデレン州）1979年
- ヘルプラ（ドイツ語版、英語版）（ドイツ、ザクセン＝アンハルト州）1990年[18]

## 文化と見所

### 演劇
フィネントロプ文化協会が様々な種類の文化イベントを組織している。会場はフィネントロプ祝祭ホールである。1954年に建設され2006年に完全に修復された映画館「シュッツェンホーフ・リヒトシュピーレ」も2007年から会場として利用されている。いくつかの地区にはアマチュア劇団がある。たとえば、アマチュア劇団「オステントロパー・スカラ」やアマチュア劇団ゼルケンローデなどである。数多くのクラブが合唱やその他の形態で音楽を楽しんでいる。

### 博物館
フィネントロプ＝シェーンホルトハウゼンの郷土博物館では、農林業、手工業、地元の習俗が展示されている。博物館には、1900年頃の、靴屋の工房、家具職人の工房、ふいごのある鍛冶屋、教室、診察室、寝室が再現されている。牛乳加工や屠畜のための道具の他、数多くのキッチン器具が展示されている。さらに、シェーンホルトハウゼン教会区からの移住をテーマにした展示も行われている。

### 建築物

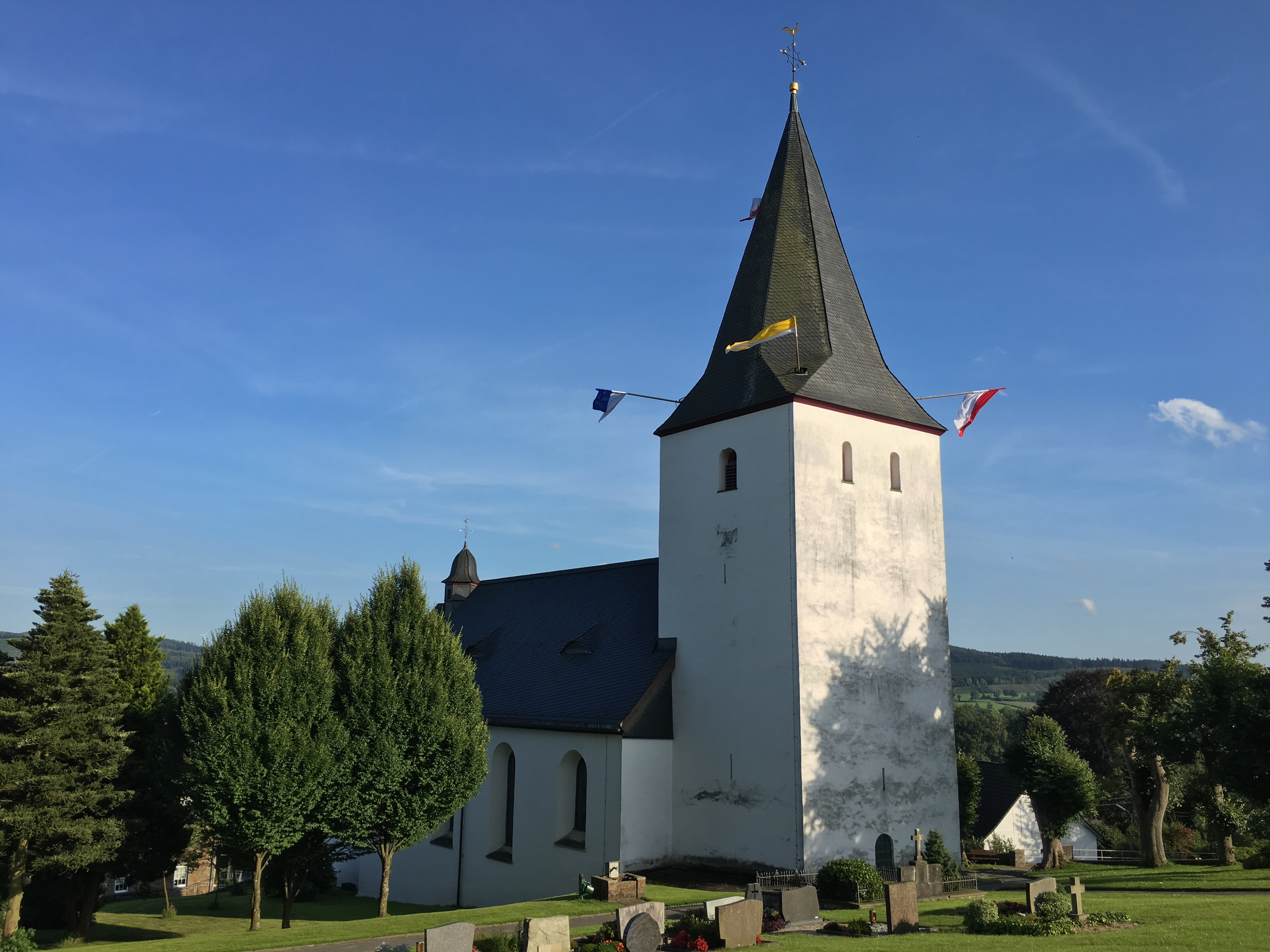
聖マリアの被昇天教会

重要な宗教建築としては、シェーンホルトハウゼン地区の聖マリアの被昇天教区教会がある。現在の建物は1733年から1736年にゴシック化したバロック様式で建設されたが、西塔には先代の教会の名残を伝えるロマネスク様式の要素が遺っている。シュリプリューテンの聖ゲオルク教区教会はロマネスク様式のハレンキルヒェである。内装の一部は17世紀に創られたものである。アルトフィネントロプのマティアス礼拝堂は1383年に建造された。フィネントロプ地区の宗教建築は、カトリックの聖ヨハネス・ネポムク教区教会と福音主義のクリストゥス教会がある。

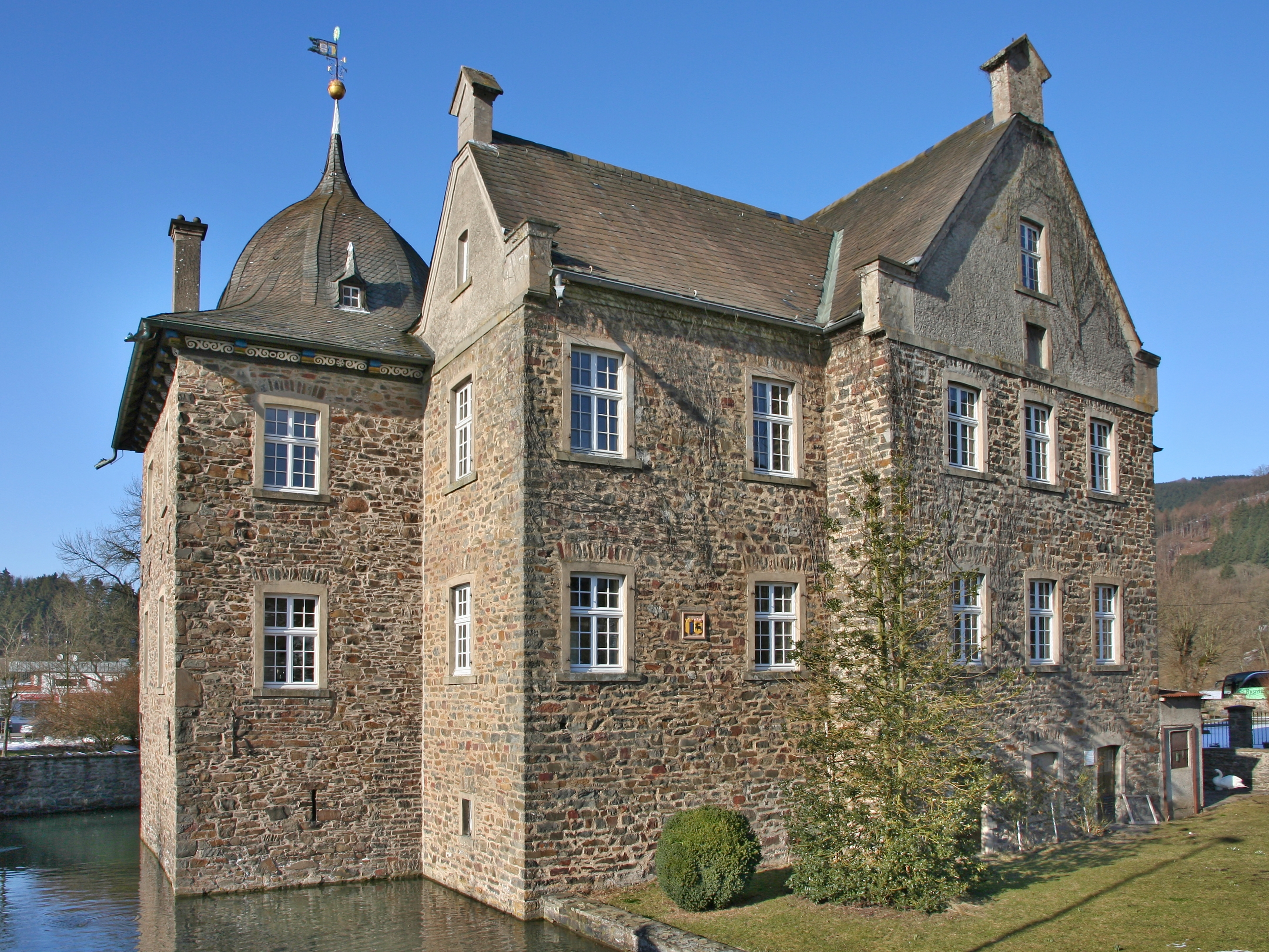
レンハウゼン城

かつての濠城から発展した3つの貴族の館は重要である。ヘッゲン近郊のアーハウゼン城は、18世紀に現在の形になった。レンハウゼン城はおおむね16世紀に現在の形となった。バーメノール館はバロック様式から現在の形となった。
いくつかの水車が技術文化財に含まれる。フレッターミューレの「アルテ・ミューレ」は600年の伝統を持つ。「クノッヒェンミューレ」は1900年頃に建造された。両水車は見学可能である。1920年代から1930年代にいくつかの水力発電所が設けられた。レンハウゼン流れ込み式水力発電所やバーメノール流れ込み式水力発電所がその例である。
長年にわたって鉄道施設がこの町を支配していた。鉄道ルール＝ジーク鉄道沿いに1896年に建設された駅舎は2007年に取り壊された。この他に閉鎖された歴史的な製錬所が3カ所あった。1874年にレネ川の川岸に建設されたリングロクシュッペンは1944年に一部が破壊され、1982年に閉鎖された。歴史的な建物は取り壊され、その後2010年に雪の重みで屋根が押しつぶされた。
デトモルト野外博物館のザウアーラント村には、この町から1770年建造のオステントロプのカイザー＝ヘンケ屋敷と1877年建造のフレッターのレムベルク館が移築されている。さらにこの村の橋は、フィネントロプの橋をモデルに造られた。
- シュリプリューテンの聖ゲオルク教会
- アルトフィネントロプのマティアス礼拝堂
- 聖ヨハネス・ネポムク教区教会
- アーハウゼン城
- バーメノール館
- クノッヒェンミューレ
- レンハウゼン水力発電所
- バーメノール水力発電所

### 自然・景観保護

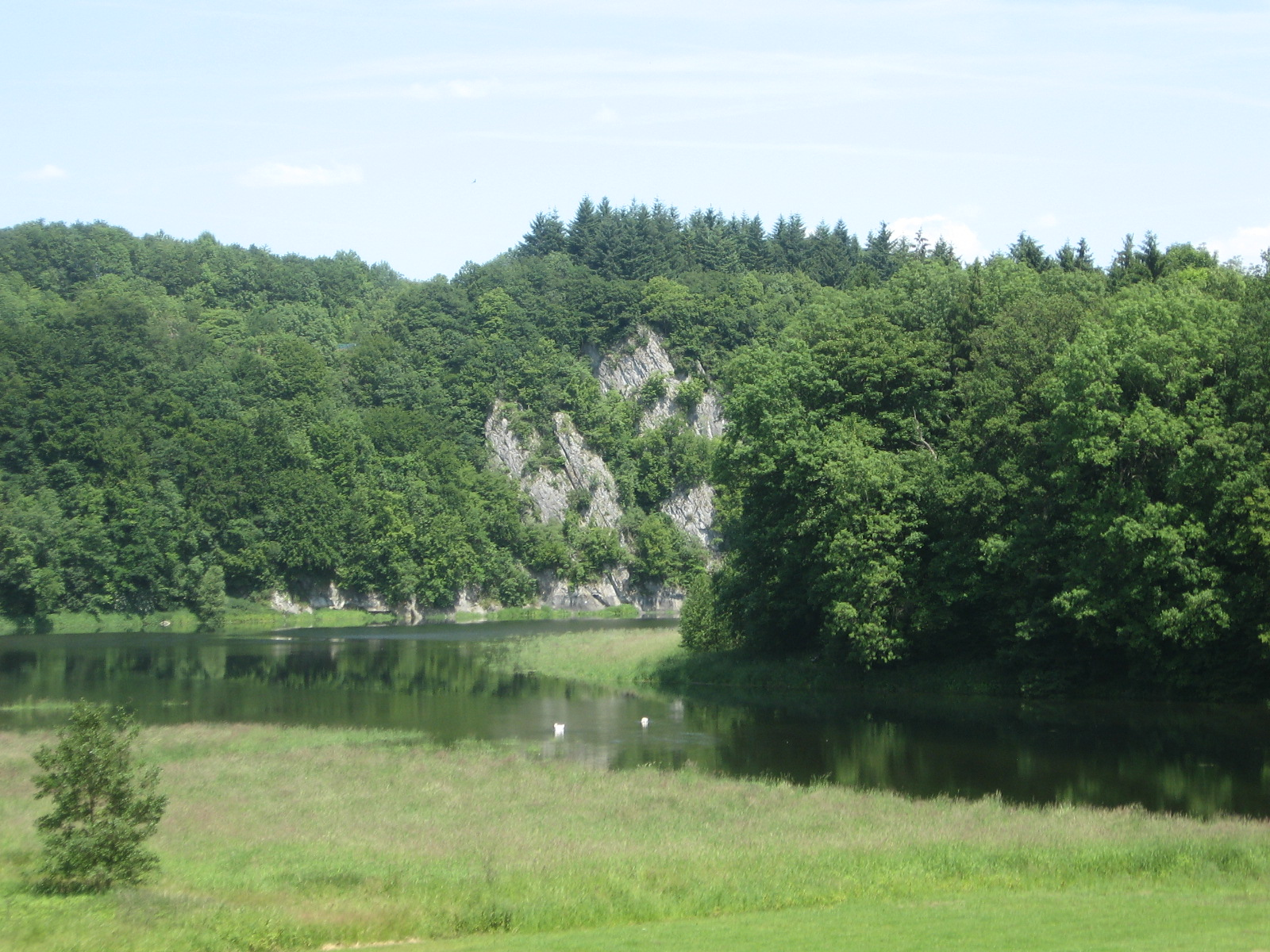
アーハウザー・クリッペン

町内には全部で9カ所の自然保護区 (NSG) がある: アーハウザー・クリッペンと堰止め湖 (24 ha)、アウフ・デム・ハーネ (3 ha)、アウフ・デム・シュタイン (13 ha)、バーメノール (5 ha)、ブーフベルク/シュタインコプフ (13 ha)、エルバースカンプ (10 ha)、ホーエ・ライ (48 ha)、ハウスシュラーデ (22 ha)、ムッターシュタインヘーレ (3 ha)。この他に FFH-地区「Kalkbuchenwälder, Kalkhalbtrockenrasen und -Felsen südl. Finnentrop」(219 ha)がある。このFFH-地区は、上述の自然保護区のいくつかを含む。
フィネントロプの町域は、主邑部分を除いて、ザウアーラント=ロタール山地自然公園に属している。2006年からフィネントロプの町域西部に、建造地区以外の土地を景観保護地域に指定するアッテンドルン＝ヘッゲン＝ヘルデン地域計画が適用された。
町内には、4つの保護対象の景観構成要素 (LB) がある。アッテンドルナー通り沿いのビッゲの急坂 (1.47 ha)、フェルトゲヘルツ・ハールト (0.95 ha)、リューデンシュタイン (1.07 ha)、ビッゲタールのエコツェレ (1.11 ha) である。この他に保護対象のビオトープが数多く存在する。
フィネントロプには、ワシミミズクの他に、ナベコウ、アカトビ、ワタリガラスなどの大型鳥類が生息する。
- ホーエ・ライ自然保護区
- ムッターシュタインヘーレ

### 年中行事
- フィネントロプ地区および大きな地区で開催される射撃祭
- レンハウザー・カーニバルクラブのプルンクジッツング（アルトヴァイバー[訳注 1]前の土曜日）
- 森の祭「イム・シェー」フィネントロプ（聖霊降臨祭後の週末）
- バーメノール消防班のシュプリッツェンフェスト（直訳: 放水祭）（8月の第2週末）
- ハウス・バーメノールでのジャズ＝フリューショッペン[訳注 2]（8月の第3週末）
- フィネントロプ消防団のビュルガーフリューショッペン（ドイツ統一の日）
- 町役場前のクリスマスマーケット（第2アドヴェントの週末）

## 経済と社会資本
19世紀までは、農業が主要な収入源であった。工業化以前の鉱山業は限定的な役割に過ぎなかった。1860年代以降、道路やルール＝ジーク鉄道の建設によって多くの産業が進出し始めた。この傾向はアッテンドルンへ通じるビッゲタール鉄道の開通によってさらに強まった。一連の工業企業が設立された。
現在は、金属加工業の他に、木工業や合成樹脂加工業も重要である。2015年の社会保険支払い義務のある労働者は、5,076人であった。このうち 73.5 %（3,731人）が製造業に従事していた。これに 商業・接客業・交通・運輸業が 12.5 %（634人）の商業、その他のサービス業が 13.0 %（662人）であった。
地域を超えて有名な地元企業としては、メッテン・フライシュヴァーレン（食肉製品）、アイバッハ・フェーデルン（羽毛）、ティッセンクルップ・スチール。ヨーロッパ（鉄鋼）の工場がある。
町内にはさらに、レンクハウゼン＝グリンゲにレンクハウゼン揚水式水力発電所がある。

### 交通

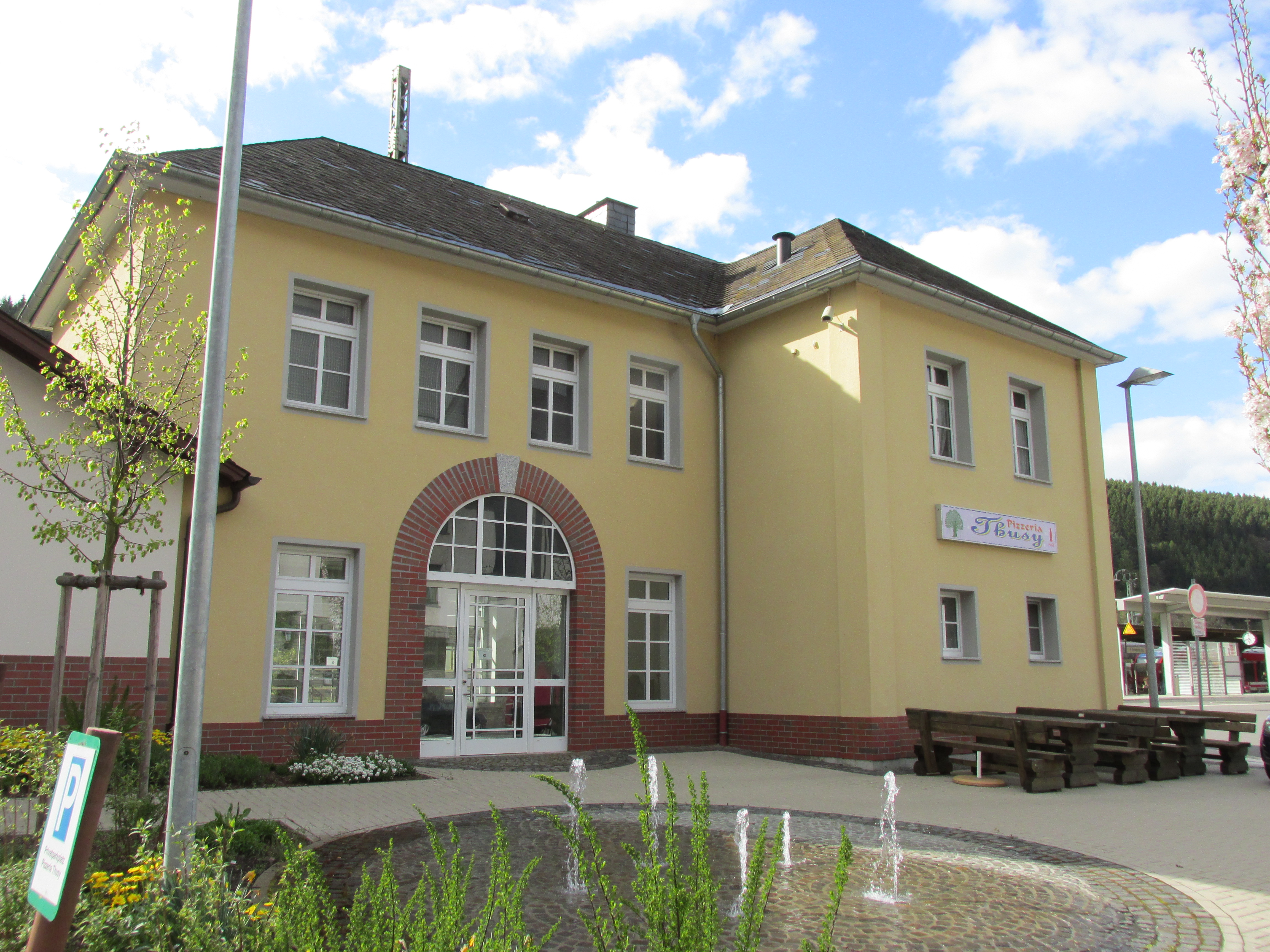
フィネントロプ駅

フィネントロプ駅は、ハーゲンからジーゲンに至るルール＝ジーク鉄道にあり、ここからオルペへ向かうビッゲタール鉄道が分岐している。これによりフィネントロプは3方向に鉄道がつながっている郡内唯一の駅である。1966年5月1日までは、ここからヴェネメンまでも旅客列車が運行していた。アッテンドルン、エスローエ、レネシュタット、プレッテンベルクへのバス路線が存在する。さらに町内にコミュニティーバスが組織されている。
フィネントロプは連邦道 B236号線沿いに位置している。
町内に、アッテンドルン＝フィネントロプ飛行場がある。

### 公共施設
- フィネントロプ町役場
- 体験プール「フィント」
- ドイツ赤十字
- バーメノール・ユースホステル（第二次世界大戦後初の民営ユースホステル）
- 11の消防班を持つフィネントロプ消防団

### 教育
2016年10月15日現在、フィネントロプ町内には、基礎課程学校 3校、本課程学校 1校、実科学校 1校、総合学校 1校がある。

## 人物

### 出身者
- ゲルトルート・フォン・プレッテンベルク（ドイツ語版、英語版）（? - 1608年）エルンスト・フォン・バイエルン（ドイツ語版、英語版）の愛人で、ヴェストファーレン公領（ドイツ語版、英語版）のケルン選帝侯のいくつかの城の管理人を務めた。
- ラインハルト・ヴィルヘルム（1946年 - ）コンピュータ科学者
- ドミニクス・マイアー（1959年 - ）メシェデのベネディクト会ケーニヒスミュンスター修道院の修道院長、パーダーボルン大司教区の補佐司教
- アンドレアス・シュミット（ドイツ語版、英語版）（1963年 - 2017年）俳優、演出家

### ゆかりの人物
- ジョン・ローブリング（1806年 - 1869年）建築技術者、ニューヨークのブルックリン橋の設計で知られる.
- アンゲラ・マリア・アウチュ（ドイツ語版、英語版）（1900年 - 1944年）三位一体修道会の修道女。政治犯として収監されたアウシュヴィッツ＝ビルケナウ強制収容所で収容者の精神的ケアを行い「アウシュヴィッツの天使」と呼ばれた。

## 関連文献
- Franz Bitter (1955). Finnentrop Sauerland. Das Pfarrdorf, seine Industrie, der Eisenbahnknotenpunkt und seine Bewohner. Finnentrop
- Thomas Feldmann (1994). Die Finnentroper Chronik. Finnentrop
- W. Voss (2005). Pickert’sche Sammlung
- Heimatbund Gemeinde Finnentrop: “Historisches aus der Gemeinde Finnentrop”. 2019年2月2日閲覧。
- Christian Linder (2008). Der Bahnhof von Finnentrop : eine Reise ins Carl-Schmitt-Land. Berlin: Matthes & Seitz. ISBN 978-3-88221-704-9
- Magdalena Padberg (1989). Sparkasse Finnentrop. ed. Finnentrop : eine Gemeinde im Sauerland. Arnsberg: Strobel. ISBN 978-3-87793-026-7
- Kreis Olpe, ed (2006). Landschaftsplan Attendorn-Heggen-Helden Nr. 3. Olpe

これらの文献は、翻訳元であるドイツ語版の参考文献として挙げられていたものであり、日本語版作成に際し直接参照してはおりません。

## 訳注
1. ↑  カーニバルのバラの月曜日前の木曜日に開催される「女性のためのカーニバル」
2. ↑  フリューショッペン (ドイツ語: Frühschoppen) は午前中に行われる軽いパーティーを意味する。